# Sergei Iwanowitsch Markotsch
Sergei Iwanowitsch Markotsch (russisch Сергей Иванович Маркоч; * als Serghei Marcoci am 13. Januar 1963 in Chișinău) ist ein ehemaliger sowjetischer Wasserballspieler. Bei Olympischen Spielen und bei Weltmeisterschaften gewann er jeweils zwei Bronzemedaillen. Bei Europameisterschaften erhielt er zweimal Gold und einmal Bronze.

## Sportliche Karriere
Der 1,90 Meter große Markotsch spielte für ZSKA Moskau. 
Bei der Europameisterschaft 1985 in Sofia gewann die sowjetische Mannschaft fünf Spiele und erreichte zwei Unentschieden. Ungeschlagen verteidigte die Mannschaft ihren Europameistertitel vor den Jugoslawen und der Mannschaft aus der Bundesrepublik Deutschland. Im Jahr darauf bei der Weltmeisterschaft 1986 in Madrid belegte die sowjetische Mannschaft in der Vorrunde den zweiten Platz hinter dem Team aus den Vereinigten Staaten. Nach einer Halbfinalniederlage gegen die Jugoslawen traf die sowjetische Mannschaft im Spiel um Bronze wieder auf das US-Team. Diesmal gewannen die sowjetischen Spieler mit 8:6 nach Verlängerung, wobei Markotsch einen Treffer beisteuerte. Bei der Europameisterschaft 1987 in Straßburg blieb die sowjetische Mannschaft mit sechs Siegen und einem Unentschieden zum dritten Mal in Folge ungeschlagen. Sie gewann den Titel vor den Jugoslawen und den Italienern. Bei den Olympischen Spielen 1988 in Seoul belegte die sowjetische Mannschaft in der Vorrunde den zweiten Platz hinter der Mannschaft aus der Bundesrepublik Deutschland und erreichte die Endrunde nur durch die bessere Tordifferenz gegenüber den Italienern. Nach einem 7:8 gegen das US-Team traf die sowjetische Mannschaft im Spiel um Bronze wieder auf die Deutschen und siegte mit 14:13. Markotsch gelangen im Turnierverlauf neun Treffer.
Auch 1989 bei der Europameisterschaft in Bonn gelangten die sowjetischen Spieler ohne Niederlage durch die Vor- und Zwischenrunde. Nach einer 8:10-Niederlage im Halbfinale gegen die Deutschen unterlag die sowjetische Mannschaft im Spiel um Bronze nach der dritten Verlängerung mit 11:12 gegen Italien. Im Spiel um Bronze erzielte Markotsch zwei Tore. Die Niederlage gegen die deutsche Mannschaft war das erste verlorene Spiel bei Europameisterschaften seit der Niederlage 1981 gegen den gleichen Gegner. Anfang 1991 bei der Weltmeisterschaft in Perth belegte die sowjetische Mannschaft in der Vorrunde den zweiten Platz hinter den Italienern und wurde in der Zwischenrunde Gruppenletzter trotz eines Siegs über die Jugoslawen. In den Platzierungsspielen erreichte die Mannschaft den siebten Rang. Ein halbes Jahr später fand in Athen die Europameisterschaft 1991 statt. Nach einem zweiten Platz in der Vorrunde hinter den Rumänen belegte die sowjetische Mannschaft auch in der Zwischenrunde den zweiten Platz hinter den Italienern. Im Halbfinale unterlagen die sowjetischen Spieler den Spaniern mit 8:13. Das Spiel um den dritten Platz gewannen sie mit 11:10 gegen die Italiener. 1992 bei den Olympischen Spielen 1992 spielte Markotsch für das Vereinte Team aus der GUS. Im Halbfinale unterlag die Mannschaft den Italienern mit 8:9. Das Spiel um den dritten Platz gewannen die Spieler des Vereinten Teams gegen die Mannschaft aus den Vereinigten Staaten mit 8:4. Markotsch erzielte neun Turniertore, davon drei im Halbfinale.
Ab 1993 spielte Markotsch für die russische Nationalmannschaft. Bei der Europameisterschaft 1993 in Sheffield verpasste die Mannschaft die Spiele um die Medaillen und belegte den sechsten Platz. Markotsch war mit 15 Toren nach Dmitri Apanassenko zweitbester Torschütze seiner Mannschaft. Im Jahr darauf bei der Weltmeisterschaft in Rom verloren die Russen im Halbfinale gegen die spanische Mannschaft. Das Spiel um den dritten Platz gewannen sie nach der zweiten Verlängerung mit 14:13 gegen die Kroaten. Markotsch warf gegen die Kroaten fünf seiner zwölf Turniertore. 1995 bei der Europameisterschaft in Wien belegte Markotsch mit der russischen Mannschaft noch einmal den sechsten Platz.